# Pierre Guillaume Metzmacher (né en 1815)
Pierre Guillaume Metzmacher, né le 11 septembre 1815 à Paris où il est mort le 3 janvier 1876, est un graveur et lithographe français.

## Biographie
Pierre Guillaume Metzmacher est le fils de Pierre Jacob Metzmacher et de Marie Sophie Bonn.
Il épouse, en septembre 1837, Émilie Marie Jeanne Duperrier (1814-1860). Leur fils Pierre Émile Metzmacher deviendra artiste peintre.
Il expose au salon à de nombreuses reprises.
Il meurt à Paris à l'âge de 60 ans.